# Brentford

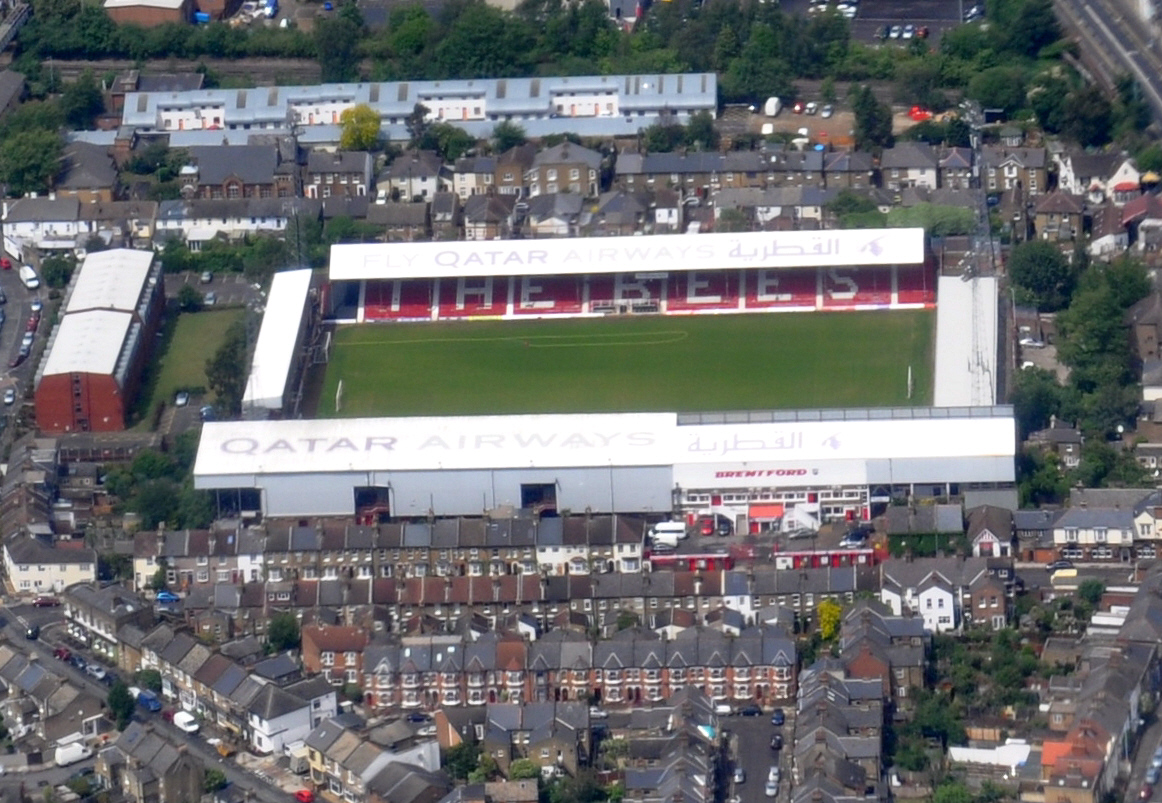
El estadio Griffin Park en Brentford.

Brentford es una localidad del municipio de Hounslow, en el Gran Londres, (Inglaterra) Reino Unido de Gran Bretaña e Irlanda del Norte. Se encuentra en la confluencia de los ríos Támesis y Brent, 13 km al oeste-suroeste de Charing Cross, y su ubicación es el origen de su nombre: Brentford significa vado sobre el río Brent.
La localidad formó parte de las antiguas parroquias de Ealing y Hanwell, en el condado de Middlesex, del cual fue la capital. En 1927 se unió a la vecina Chiswick, y en 1932 se constituyeron las dos en un municipio, que fue disuelto en 1965, pasando su territorio a formar parte del Gran Londres.
Brentford cuenta con un equipo de fútbol, el Brentford Football Club, y su estadio, al este del centro de la localidad, es el Brentford Community Stadium.